# Kukurúdziane
Kukurúdziane (en (ucraïnès): Кукурудзяне) és un poble de la República Autònoma de Crimea a Ucraïna, que el 2014 tenia 66 habitants. Pertany al districte de Nijnegorski.